# Джузепе Грезар
Джузепе Грезар (на италиански: Giuseppe Grezar) е италиански футболист, полузащитник, част от състава на Великият Торино.

## Кариера
Грезар е роден в Триест. Започва кариерата си в Триестина. Привлечен е от Торино през 1942 г.
С Торино, Грезар изиграва общо 153 мача и спечелва пет скудети. През 1944 г. за кратко играе и в Ампелея. Има и 8 мача за италианския национален отбор, отбелязвайки 1 гол. Джузепе Грезар загива в самолетна катастрофа в Суперга, близо до Торино.
Стадионът в Триест е преименуван през 1967 г. на негово име.

## Отличия
Торино
- Серия А: 1942/43, 1945/46, 1946/47, 1947/48, 1948/49
- Копа Италия: 1942/43